# Trstěnice (okres Svitavy)
Obec Trstěnice (německy Strenitz), ležící na řece Loučné, se nachází na východě Čech v okrese Svitavy v Pardubickém kraji. Leží 8 km jižně od Litomyšle. Žije zde 549 obyvatel. Obec je známá nejen díky Jiráskově hře Vojnarka, inspirované skutečnou událostí, která se zde kdysi odehrála, ale také četnými kulturními akcemi.
Má malebnou a dochovanou sídelní strukturu. Po obou stranách údolí stojí starobylé usedlosti, podél potoka a ve svazích hlubokého meandrujícího údolí je množství roubených i zděných chalup.

## Historie
První písemná zmínka o obci pochází z roku 993. Přes obec vedla hypotetická Trstenická stezka.

## Pamětihodnosti
- Kostel Nalezení svatého Kříže, gotický, barokně rozšířený
- Pozdně gotická zvonice s jehlancovou střechou
- Fara vedle kostela, přízemní klasicistní
- Bývalá měšťanská škola, patrová eklektická s věží na sedlové střeše
- Bývalá obecná škola, později pekárna, citlivě zrekonstruovaná
- Množství kapliček, soch a křížů před usedlostmi a v jejich záhumenku
- Usedlost Vojnarka, nedaleko kostela, opravená
- Kamenný mlýn na nejspodnějším konci obce u silnice
- Velké množství hodnotných usedlostí a roubených chalup (památkově chráněny usedlosti čp. 2, 98, 61, 103 a 106)
- Rekonstruované polygonální roubené stodoly u čp. 41 a čp. 56

## Kultura
V obci se každoročně koná několik kulturních akcí, z nichž nejznámější jsou Trstěnické divadelní léto a Trstenický faun.

## Další fotografie

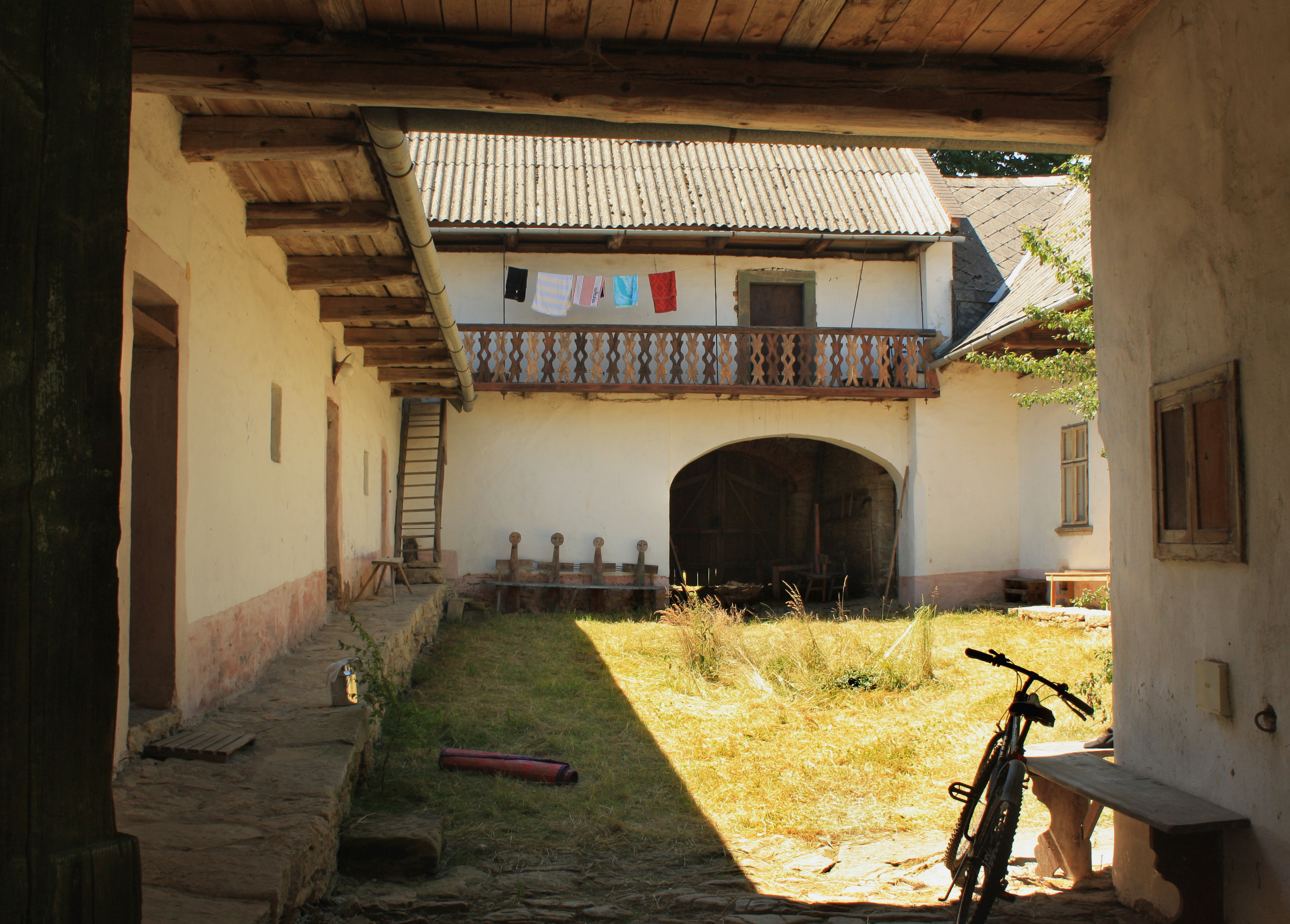
Dvůr památkově chráněné usedlosti čp. 103 nedaleko kostela
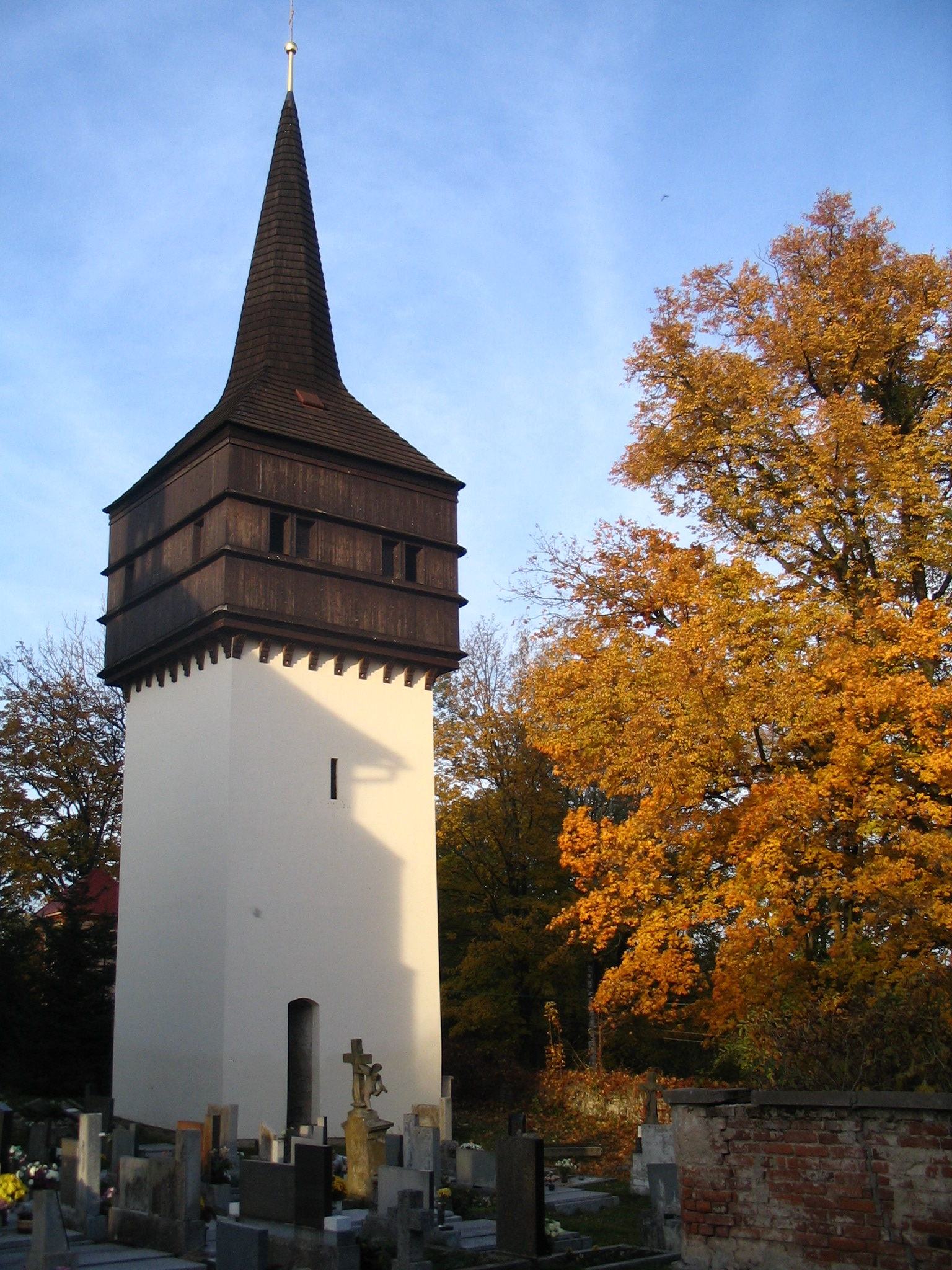
Věžovitá zvonice z roku 1690 v areálu kostela Nalezení sv. Kříže
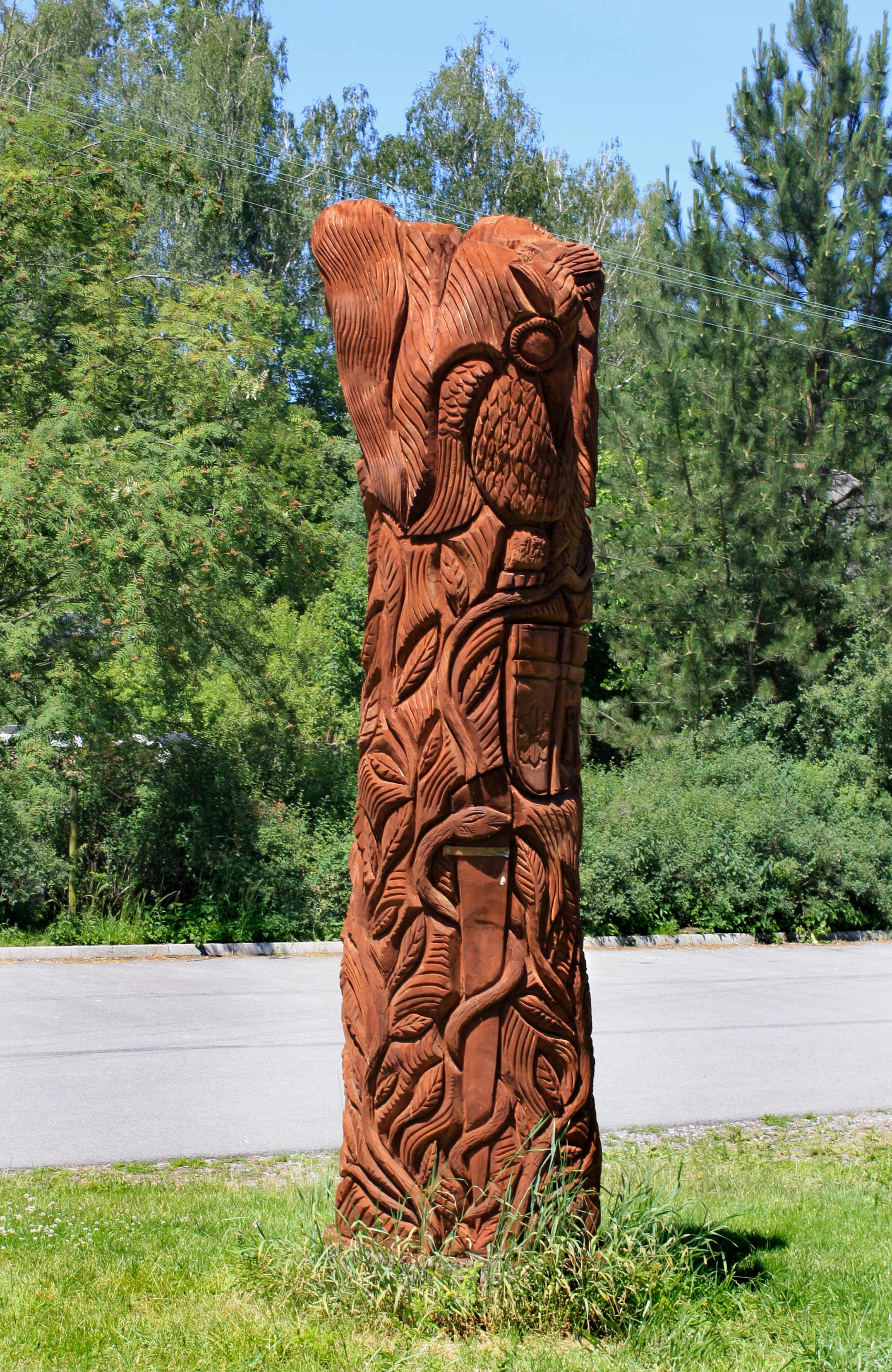
Novodobý totem
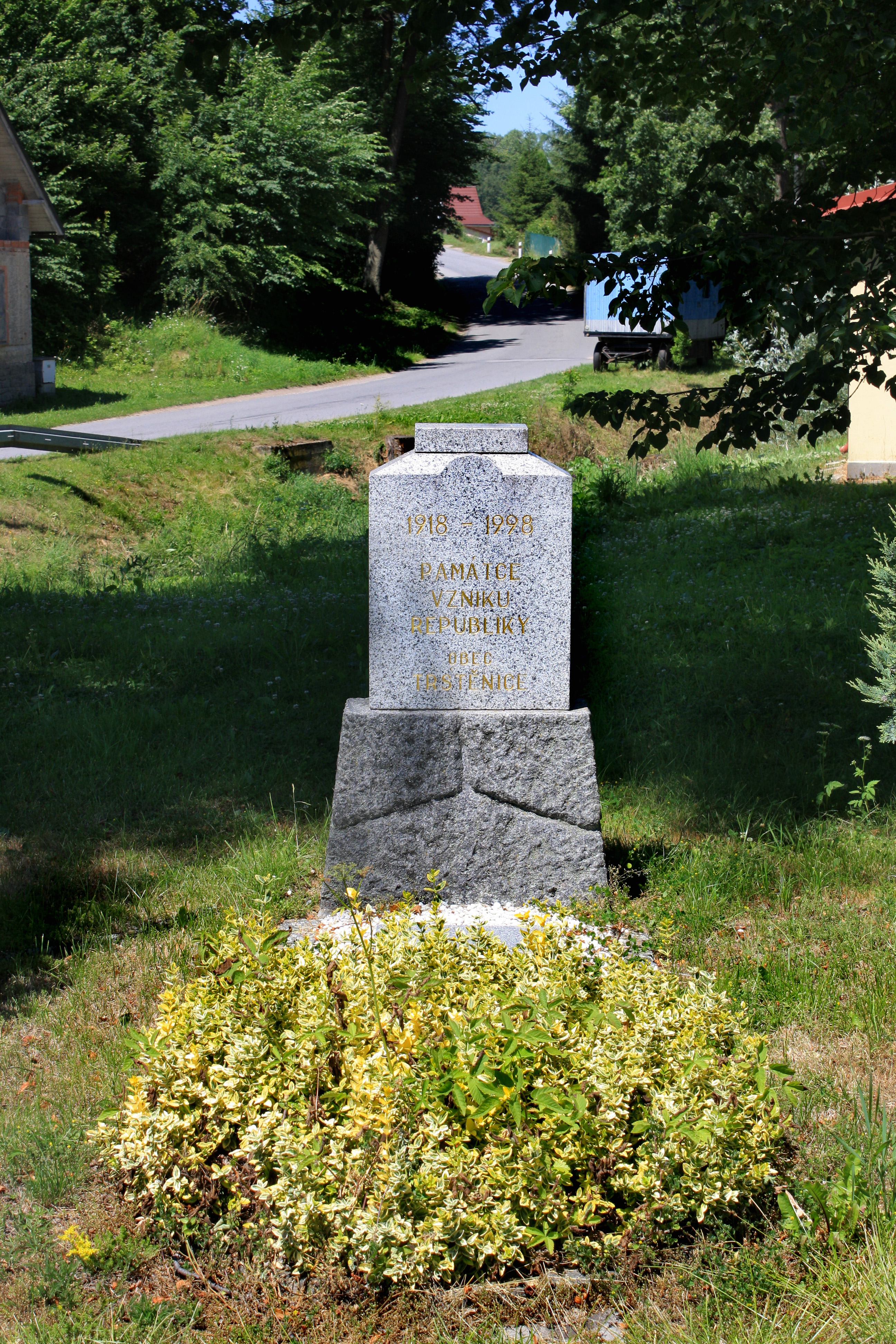
Malý památník vzniku republiky
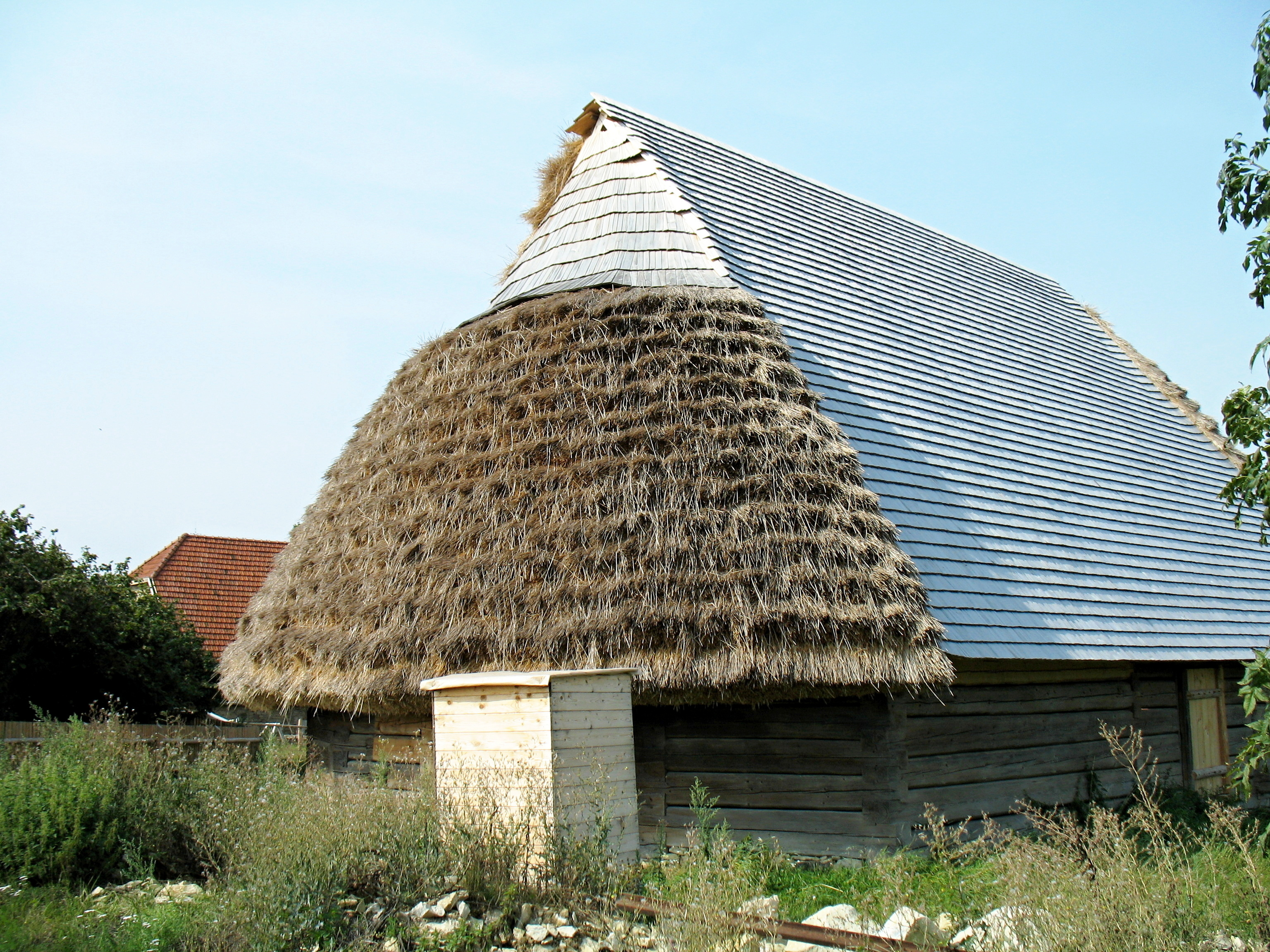
Osmiboká stodola ze 17. století, původně z Čisté, rekonstruovaná v letech 2015-2018